# Rävtjärnen (Orsa socken, Dalarna)
Rävtjärnen är en sjö i Orsa kommun i Dalarna och ingår i Dalälvens huvudavrinningsområde.